# William Ball (ski)
Pour les articles homonymes, voir William Ball et Ball.
William Lee Ball, né à North Hatley, au Québec le 18 juillet 1908 et mort 14 mars 1979 à Ottawa, est un skieur canadien ayant pratiqué le ski alpin, le ski de fond et le combiné nordique.   

## Biographie
Qualifié pour les Jeux olympiques d'hiver de 1932 en combiné nordique, il ne prend pas le départ.
Il a participé aux Jeux olympiques d'hiver de 1936.
Il a terminé 54e de l'épreuve de fond du 18 kilomètres et 46e du combiné nordique. Il a également participé au combiné alpin mais n'a pas été placé car il n'a pas terminé la deuxième manche de slalom. 
Ball a été intronisé au Temple de la renommée du ski canadien en 1982.